# Đồng Xoài
Đồng Xoài () est une ville du Viêt Nam. Elle est la capitale de la province de Bình Phước. En 2003, la ville compte environ 61 540 habitants.
En 1965, au début de la guerre du Viêt Nam, la ville a été le siège de la bataille de Dong Xoai.